# Небојша
Небојша је јужнословенско име, што значи „неустрашив“. Људи са овим именом су:

## У уметности и забави
- Небојша Брадић (рођен 1956), српски позоришни редитељ
- Небојша Глоговац (рођен 1969), награђивани српски глумац
- Небојша Пајкић (рођен 1951), писац и професор филмске драматургије

## У влади и политици
- Небојша Крстић (рођен 1957), српска медијска личност, политички коментатор и некадашњи музичар рок групе ВИС Идоли.
- Небојша Медојевић (рођен 1966), политичар у Црној Гори
- Небојша Павковић (рођен 1946), бивши начелник Генералштаба СРЈ
- Небојша Радмановић (рођен 1949), српски је политичар и историчар.
- Небојша Човић (рођен 1958), српски политичар и привредник

## У спорту

### Кошарка
- Небојша Богавац, професионални црногорски кошаркаш
- Небојша Јоксимовић (рођен 1981), словеначки професионални кошаркаш
- Небојша Поповић (1923–2001), српски кошаркаш, тренер и администратор

### Фудбал)
- Небојша Вучићевић (рођен 1962), бивши српски фудбалер
- Небојша Гудељ (рођен 1968), бивши српски фудбалер
- Небојша Крупниковић (рођен 1973), српски фудбалер
- Небојша Маринковић (рођен 1986), српски фудбалер
- Небојша Скопљак (рођен 1987), српски фудбалер

### Остали спортови
- Небојша Граховац (рођен 1984), босанскохерцеговачки рукометаш
- Небојша Јовановић (рођен 1997), српски друмски бициклиста
- Небојша Поповић (рукометаш) (рођен 1947), бивши српски рукометаш

## На другим пољима
- Небојша Радуновић, професор акушерства и гинекологије на Медицинском факултету Универзитета у Београду